# Пелота

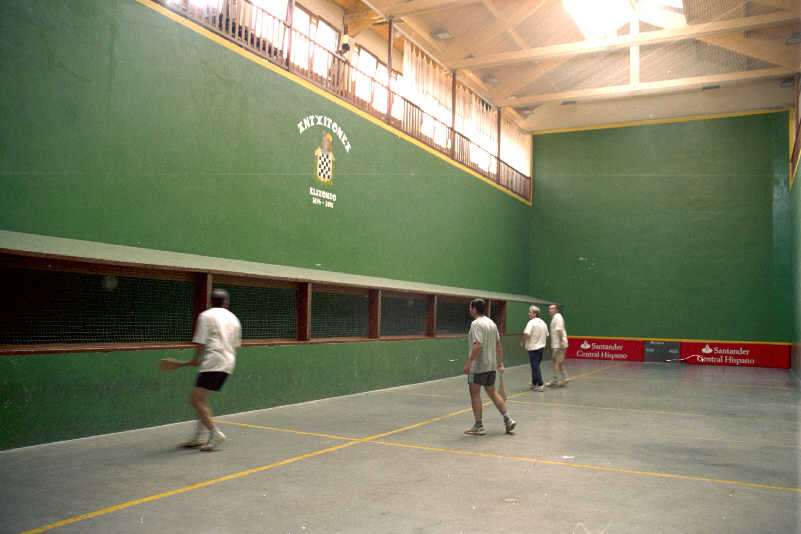
Гра в пелоту на трінкеті, Наварра, Іспанія

Пело́та (ісп. pelota, баск. і кат. pilota, фр. pelote; від лат. pila «м'яч, куля») — сукупність різновидів спортивних ігор з м'ячем на майданчику, використовуючи руку, ракетку (палета paleta, шістера xistera) або й кошик (шаре xare), супроти стіни (ісп. frontón, баск. pilotaleku або pilota plaza, кат. frontó); гра може бути як одноосібною, так і, найчастіше, в ній беруть дві команди, лицем до лиця, розділені або лінією на долівці, або сіткою. Пелота є національною спортивною грою басків (пелота баска або баскська пелота), крім того у Валенсії т.зв. валенсійська пелота також є національним видом спорту. На теперішній час функціонує Міжнародна Федерація з баскської пелоти (The International Federation of Basque Pilota).

## Правила гри

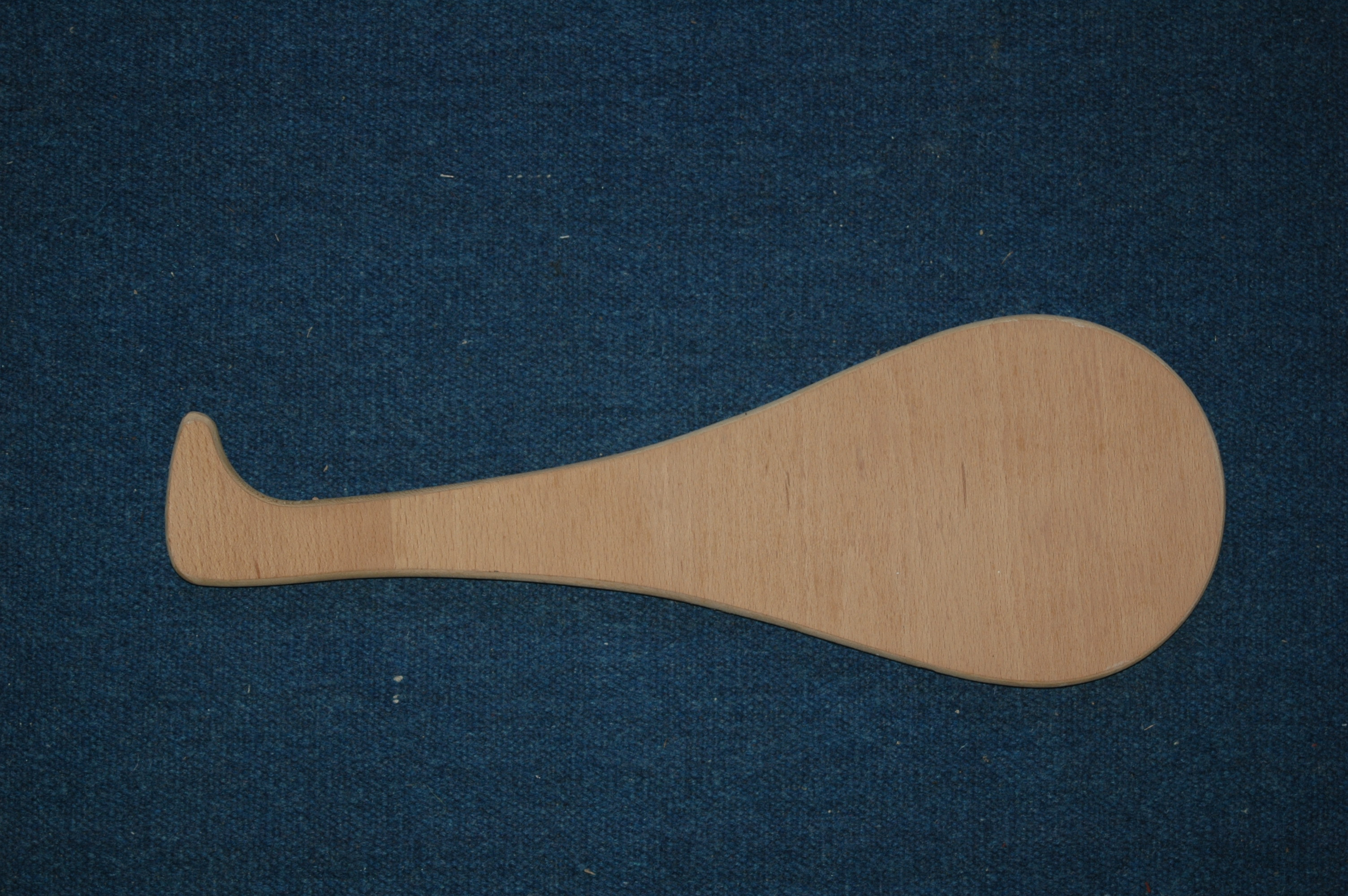
Ракетка для гри у пелоту

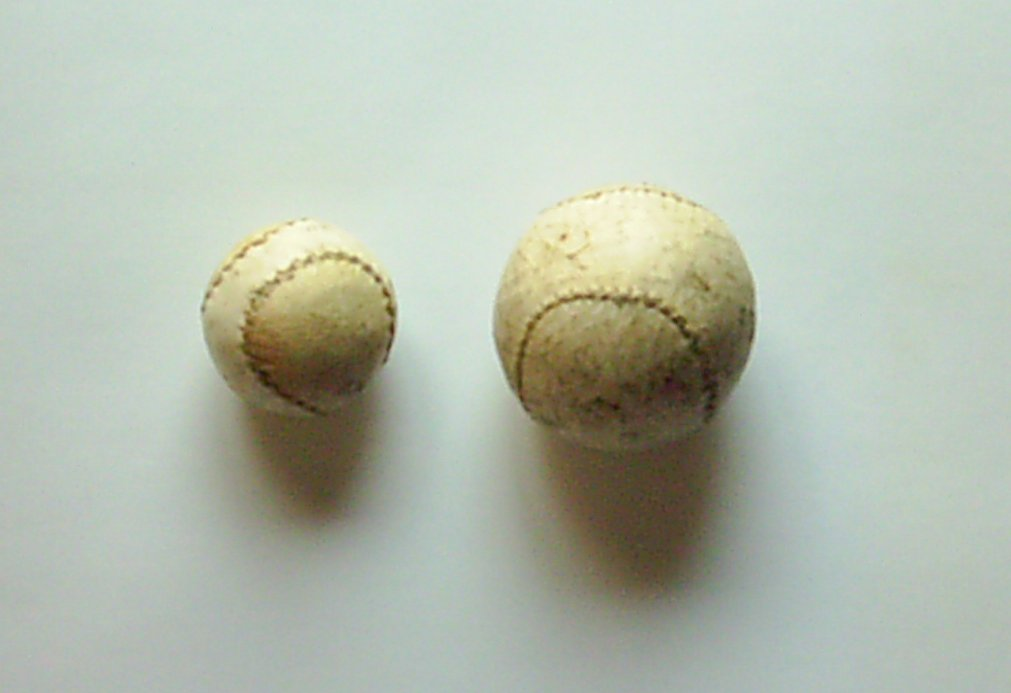
М'ячики для гри у пелоту — зліва валенсійської (42 гр), справа — баскської (102 гр)

Гравець у пелоту (пелотарі) щосили кидає пружний м'яч (найчастіше діаметром 6,5 см) голою рукою або б'є по ньому ракеткою (вигнутою, наче дзьоб, биткою) об стінку (на відкритому просторі до 9 м заввишки) або у спортзалі. Завданням суперника є відбити м'яч з повітря (рідше — після одного удару по поверхні майданчику).
М'ячик, власне пелота/пілота, що й дав назву грі, зроблено з жорсткого каучуку, обшито щільним полотном і обтягнуто тугою шкірою. Якщо один із гравців пропускає м'яч, той лунко вдаряється об металічну заслінку на протилежному кінці поля, відтак суперник отримує одне очко. Під час гри гравцям заборонено заважати один одному — кожна помилка зараховується як штрафне очко, розіграш, зазвичай, ведеться до 60 очок. Присутній на грі арбітр майже не дивиться на самих гравців, а слідкує за м'ячем, втім він і за звуком легко визначає, хто б'є, а хто перехоплює, вирізняючи кожний удар — легкий або важкий.
В пелоту можуть грати, як і в теніс, одинаки і пари, а також команди з чотирьох і навіть шести гравців. Звісно, для таких великих команд розбивають більші майданчики — до 60 м завдовжки і 16 м завширшки, при цьому стінка має все ті ж 9 м заввишки і 18 м завширшки, задній бік здійнятий над рівнем майданчика на 80 см, від задньої лінії до подачі — 16-20 м.

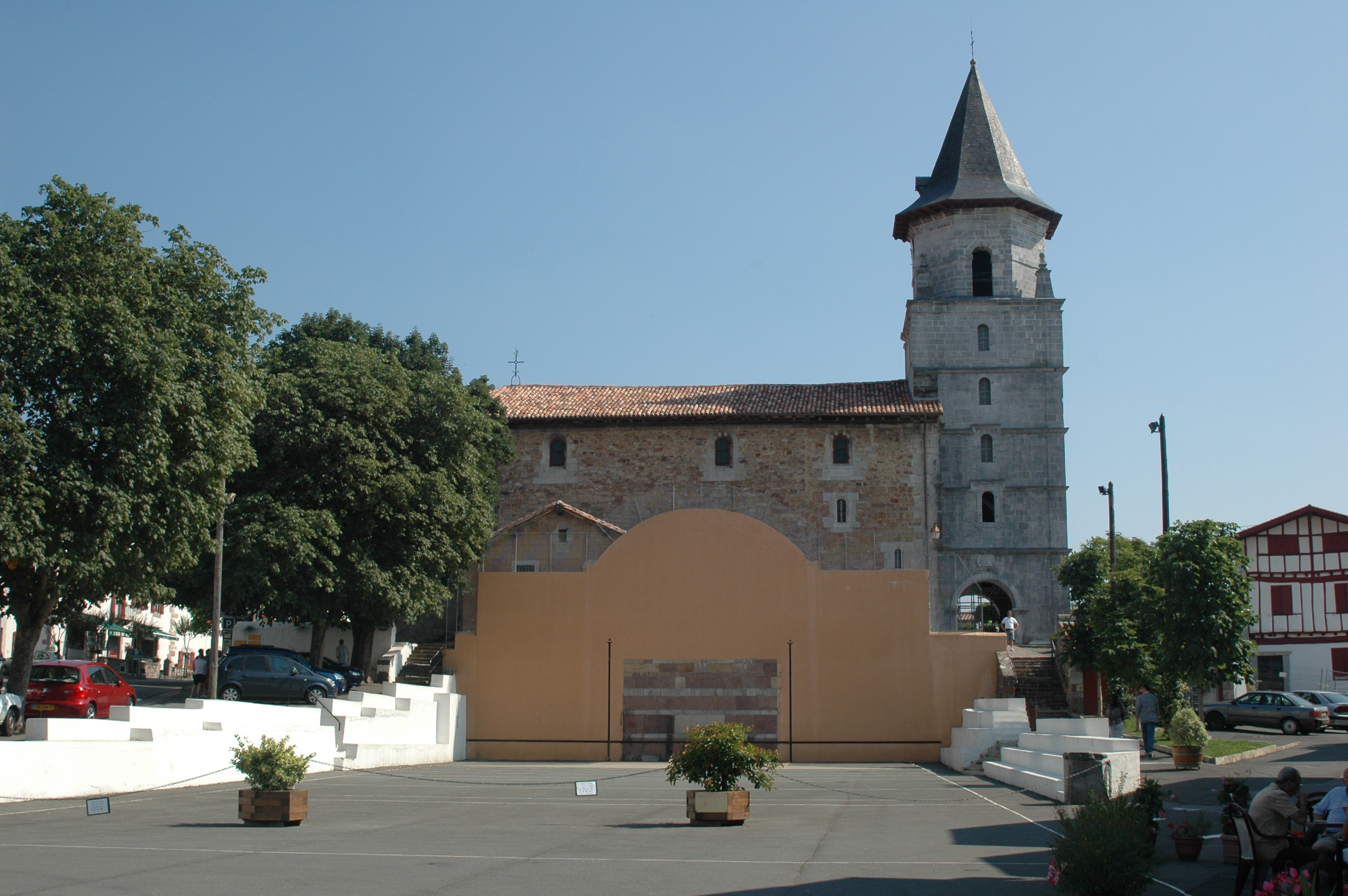
Стінка для гри у пелоту на фасаді церкви, Атлантичні Піренеї, Франція

Взагалі існує величезна кількість різновидів пелоти. Діюча Міжнародна Федерація Баскської пелоти з усього різноманіття стандартизувала 4 види поля (кортів) для пелоти і 14 окремих дисциплін (з окремими правилами) баскської пелоти, зафіксувавши т.ч. для кожної дисципліни поле, правила, в т.ч. і кількість учасників, і м'яч. 
4 стандартні корти для гри в баскську пелоту:
 
— дуже коротке (30 м завдовжки),
 
— коротке (36 м),
 
— довге (54 м),
 
— трінкет (28,5 м).

## Історія

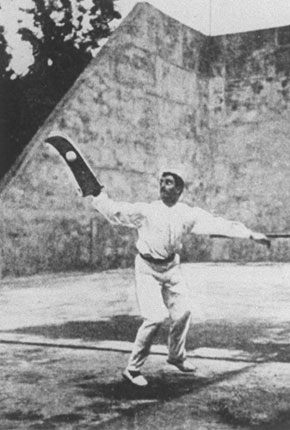
Гравець у пелоту на ІІ Олімпійських іграх (Париж, 1900)

Походження баскської пелоти лишається нез'ясованим. Втім, однозначно вона має прямі зв'язки з народним спортом, адже подібні традиції існували (існують) в сільській місцевості Ірландії, на півночі Італії, були поширені в індіанців Мексики тощо.
Деякі дослідники схильні вбачати у сучасній пелоті вплив тенісу. Традиційно також вважається, що са́ме пелота є прообразом сквошу. 
Достеменно відомо, що вже у XIX ст. були вироблені основні види сучасної баскської пелоти. Велике значення для популяризації гри мала організація перших офіційних ігор у 1920-ті роках.
З 1952 Міжнародна Федерація Баскської пелоти організовує Світові чемпіонати з баскської пелоти. І хоча в пелоту здебільшого грають у Іспанії та Франції, а також на професійному рівні в Аргентині, Мексиці та Уругваї, національні федерації з цього виду спорту діють ще близько у 2 десятках країн, включно із країнами Латинської Америки, США, Канадою, Італією, Філіппінами, Індією тощо. Більшість найуславленіших гравців пелоти є або басками або мають баскське коріння, належачи до баскської діаспори.
Баскська пелота (пелота баска) була офіційно включена у програму змагань на ІІ Олімпійських іграх (Париж, 1900). Вже за сучасності змагання з пелоти були показовими на XXV Олімпійських іграх (Барселона, 1992).

## Виноски
1. ↑  Pilota vasca (campeonatos) [Архівовано 4 березня 2009 у Wayback Machine.] at Auñamendi Encyclopedia